# 张思鹏
张思鹏（1987年5月14日—），中国足球运动员，司职守门员。

## 职业生涯
2007年张思鹏加盟中超联赛球队北京国安开启了自己的职业生涯。他很快在第一个赛季成为了一线队成员并成为二号门将，作为一号门将杨智的替补。在2009年6月13日中超联赛北京国安主场1:0战胜天津泰达的比赛中完成了首秀。
2015年1月2日，张思鹏在合同期满后自由转会中超联赛球队江苏舜天。